# Base Mérimée
De Base Mérimée is een database die door het Franse ministerie van Cultuur wordt onderhouden en die alle monumenten in Frankrijk bevat die veelbetekenend bevonden zijn voor de Franse geschiedenis, hun architectuur of kunstzinnige waarde. De database is opgezet in 1978, en is sinds 1995 online te raadplegen. De database wordt periodiek up-to-date gebracht. De informatie is onder meer afkomstig uit een eerste inventarisatie van historische monumenten die in 1840 door de schrijver Prosper Mérimée gemaakt is, en die monumenten klasseerde in de volgende domeinen: religieus, residentieel, agricultureel, educatief, militair en industrieel architecturaal erfgoed. De inhoud van de database is overigens auteursrechtelijk beschermd.